# Aimé Leon Dore
Aimé Leon Dore is een in 2014 opgericht mode- en lifestylemerk gevestigd in Queens in New York. De leiding is handen van de oprichter Teddy Santis. Het merk heeft zijn vlaggenschipwinkel in Mulberry Street in de wijk Nolita in Manhattan.

## Geschiedenis
Aimé Leon Dore werd in maart 2014 opgericht door Teddy Santis. In 2015 werkte het merk samen met Puma aan een update van Puma's klassieke State-sneaker. In 2016 opende Aimé Leon Dore zijn eerste fysieke winkellocatie op Mott Street in de wijk Nolita in New York. Het betrof een "conceptwinkel" en tentoonstelling van foto's van Andrew Jacobs. De winkel kreeg al snel een reputatie vanwege zijn sterke gemeenschap, het evoluerende interieur dat veranderde met elke seizoenscollectie en zijn mysterieuze buitenkant met gordijnen die voor de deur en ramen aan de straatkant hingen. In 2017 werkte Aimé Leon Dore samen met KITH aan hoodies, T-shirts, pullovers, zeiljassen, broeken en petten met een nautisch thema door het gebruik van ankers, bootpeddels en boze oog-iconografie geïnspireerd op Mykonos.
In 2019 verhuisde Aimé Leon Dore naar een grotere winkel in de nabijgelegen Mulberry Street, met een nostalgisch café. De nieuwe winkel gaf meer uitdrukking aan de creatieve visie van het merk en omvatte een interieur in woonkamerstijl, die doet denken aan klassieke Parijse huizen, een kunstwerk van de New Yorkse kunstenaar Tyrrell Winston en een café. Jon Caramanica van The New York Times besprak het vlaggenschip van Aimé Leon Dore in zijn column 'Critical Shopper', waarin het merk werd neergezet als een post-streetwear-erfgoedmerk.
Aimé Leon Dore werkt veel samen met andere merken om speciale items op de markt te brengen. Zo zijn er samen met Clarks, Suicoke en New Balance sneakers uitgebracht.